# Sanne Heijen
Sanne Heijen (Amsterdam, 30 juni 1981) is een Nederlands presentatrice en producent.
Na de middelbare school heeft ze de cursussen 'presenteren voor de camera', 'basisopleiding camera' en 'licht en regie' gevolgd. Daarna heeft ze een tijdje voor de televisiezender Eemland-TV in Baarn gewerkt, waar ze nieuwslezer en verslaggeefster was.
Van december 2003 t/m 4 juni 2004 presenteerde ze voor Endemol het programma Puzzeltijd, waarna ze eind 2004 in het nieuwe spelprogramma Cluereka te zien was. Vanaf medio 2005 keerde Sanne terug bij Puzzeltijd, wat zij presenteerde tot 30 juni 2006. Na nog enkele cursussen en een presentatietraining begon ze ook met het presenteren van interviewprogramma's als Chris Kras en het ochtendmagazine Lijn 4.
Eind 2006 liet Heijen het belspel-tijdperk achter zich en ging ze het ochtendprogramma Tijd voor Tien presenteren bij Tien (Talpa). Dit programma werd eind april 2007 van de buis gehaald.
Sinds juni 2007 was Heijnen meerdere malen per week te zien in het programma RNN Vandaag op de commerciële televisiezender RNN7.
In 2024 deed Heijen mee aan het televisieprogramma De Alleskunner VIPS, waar ze op de 45ste plaats eindigde.